# Глядковська Ганна Іванівна

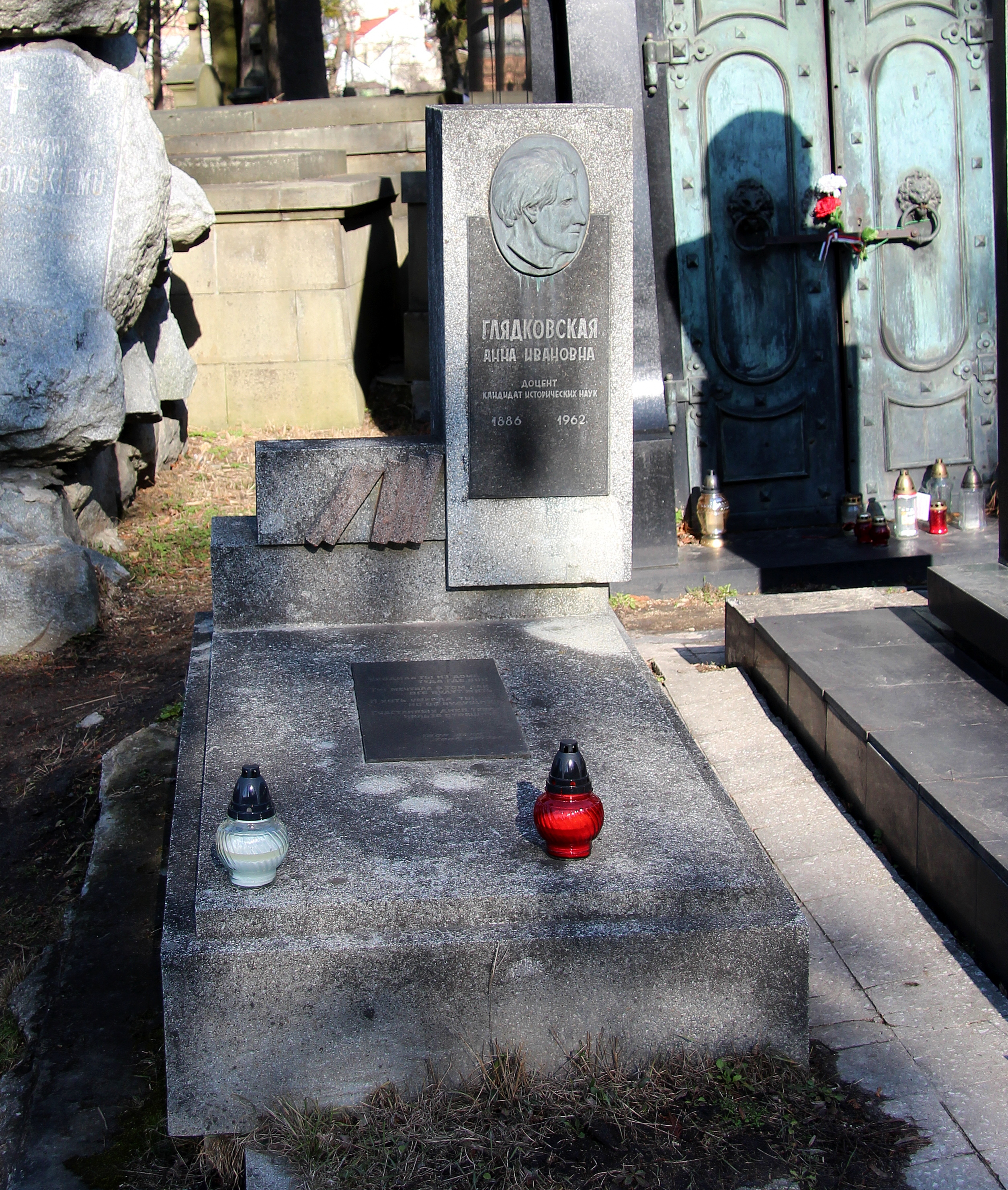

Ганна Іванівна Глядковська (1886 – 1962) – історик революційного та робітничого рухів в Україні та Молдавії.

## Біографічні дані
Г. І. Глядковська народилась 10 грудня 1886 у с. Красний Кут Катеринославської губернії у родині священика.
Закінчивши гімназію в Луганську,  вступила до Харківського університету.
Брала участь у перший російській революції. В 1906 році переїхала до С.-Петербургу, де вступила на педагогічне відділення  Вищої вільної школи. Після закриття, за розпорядженням П. Столипіна школи, разом з іншими студентами вислана з С.-Петербургу.
В 1908 році вступила на історико-філологічний факультет Московських вищих жіночих курсів. За участь у студентському страйковому комітеті та революційному гуртку  заслана до Пермі.
Через деякий час переїхала до Одеси, де закінчила педагогічні курси та була направлена до Бендерської жіночої гімназії вчителькою історії. Після Лютневої революції 1917 року обрана членом Бендерської міської думи, а від березня 1917  брала участь у роботі Ради робітничих і солдатських депутатів у секції народної освіти.
1918 року вступила до лав РКП(б). У травні 1919-го брала участь в Бендерському збройному повстанні. У серпні 1919  року при відступі Червоної армії залишалась в Одесі як зв'язкова з бессарабським підпіллям. Із закінченням громадянської війни  була направлена на викладацьку роботу до Луганська, де очолювала відділ народної освіти та керувала партійною школою Донбасу.
На посаді доцента працювала у Донецькому інституті народної освіти, в якому разом з іншими вченими започаткувала новий напрямок дослідження — історія робітничого класу України й Донбасу.
Наприкінці 1920-х років була переведена до Одеси. Як професор працювала  в Одеському інституті професійної освіти (1930–1933 рр.), де очолила у 1932 році новостворену кафедру історії більшовизму, та Одеському державному університеті (ОДУ) (1933–1941 рр.). В ОДУ її викладацька діяльність склалась не зовсім вдало. На певний час вона була звільнена з посади, проте після піку масових репресій повернулася до викладання.
1941 року  захистила дисертацію, здобувши науковий ступінь кандидата педагогічних наук.
Після війни працювала у Львівському державному університеті.
Померла 1962 року у Львові. Похована на полі № 1 Личаківського цвинтаря.

## Наукова діяльність
Досліджувала тему «Царицинський похід донецьких пролетарів на чолі з К. Є. Ворошиловим», історію революційного руху та громадянської війни. Була членом авторського колективу нарисів з історії Одеського університету під редакцією К. Добролюбського, присвячених 75-річчю закладу. Автори цієї праці на основі вперше використаних архівних матеріалів, заклали основи дослідницького фундаменту у процес створення загальних робіт з історії університету.

### Праці
- Партизанское движение на Юге Украины (Херсонщине) против австро-немецких оккупантов.../ А. И. Глядковская.// Наукові записки Львівського державного університету ім.. Івана Франка. – 1955. – Т. 36. Історична серія. – Вип. 6. – С. 25.
- Декреты Октябрьской социалистической революции/ А. И. Глядковская.// 40 років Великого Жовтня: Збірник Львівського державного університету. – Львів, 1957. – С. 164.
- В Бендерском подполье (1918 – 1919 гг.)/ А. И. Глядковская.// Из истории борьбы за власть Советов в Молдавии (1918 – 1920 гг.). – Кишинев, 1964. – С. 117 -  118.